# Epidemic
Epidemic er en dansk film fra 1987.
Den handler om instruktøren Lars (von Trier) og manuskriptforfatteren Niels (Vørsel), der mister deres færdige manuskript til en film. De giver sig i stedet til at skrive på filmen Epidemic, der handler om en dødelig sygdom, der har bredt sig ud i Europa. Samtidig med, at de skriver på filmen, går det op for Niels og Lars, at der i den virkelige verden også er ved at bryde en epidemi ud.
Filmen er indspillet for 1 million kroner og er kendt som forgængeren til Dogmefilmene i 90'erne.
Titelsangen i Epidemic: "We all fall down", synges af Pia Cohn.
- Manuskript: Lars von Trier og Niels Vørsel.
- Instruktion: Lars von Trier.

## Medvirkende
- Lars von Trier
- Claes Kastholm Hansen
- Ib Hansen
- Cæcilia Holbek Trier
- Niels Vørsel
- Olaf Ussing
- Ole Ernst
- Udo Kier
- Michael H. Gelting
- Ali Hamann
- Anja Hemmingsen
- Kirsten Hemmingsen